# Luis Mario Díaz Espinoza
Luis Mario Díaz Espinoza, noto semplicemente come Luis Díaz (Nicoya, 6 dicembre 1998), è un calciatore costaricano, centrocampista del N.E. Revolution e della nazionale costaricana.

## Caratteristiche tecniche
È un esterno destro.

## Carriera

### Club
Ha iniziato la sua carriera nel Municipal Grecia dove ha disputato 44 incontri nell'arco di due stagioni prima di passare all'Herediano nel gennaio 2019. Dopo 23 partite collezionate in sei mesi, si è trasferito al Columbus Crew.

### Nazionale
Il 6 settembre 2019 ha esordito con la nazionale costaricana giocando l'amichevole persa 2-1 contro l'Uruguay.

## Statistiche
Statistiche aggiornate al 6 marzo 2020.

### Cronologia presenze e reti in nazionale
| Cronologia completa delle presenze e delle reti in nazionale ― Nigeria | Cronologia completa delle presenze e delle reti in nazionale ― Nigeria | Cronologia completa delle presenze e delle reti in nazionale ― Nigeria | Cronologia completa delle presenze e delle reti in nazionale ― Nigeria | Cronologia completa delle presenze e delle reti in nazionale ― Nigeria | Cronologia completa delle presenze e delle reti in nazionale ― Nigeria | Cronologia completa delle presenze e delle reti in nazionale ― Nigeria | Cronologia completa delle presenze e delle reti in nazionale ― Nigeria |
| Data                                                                   | Città                                                                  | In casa                                                                | Risultato                                                              | Ospiti                                                                 | Competizione                                                           | Reti                                                                   | Note                                                                   |
| ---------------------------------------------------------------------- | ---------------------------------------------------------------------- | ---------------------------------------------------------------------- | ---------------------------------------------------------------------- | ---------------------------------------------------------------------- | ---------------------------------------------------------------------- | ---------------------------------------------------------------------- | ---------------------------------------------------------------------- |
| 6-9-2019                                                               | San José                                                               | Costa Rica                                                             | 1 – 2                                                                  | Uruguay                                                                | Amichevole                                                             | -                                                                      | 68’ 72’                                                                |
| 13-10-2019                                                             | Alajuela                                                               | Costa Rica                                                             | 0 – 0                                                                  | Curaçao                                                                | CONCACAF Nations League - 2º turno                                     | -                                                                      | 46’                                                                    |
| 1-2-2020                                                               | Carson                                                                 | Stati Uniti                                                            | 1 – 0                                                                  | Costa Rica                                                             | Amichevole                                                             | -                                                                      | 46’                                                                    |
| 13-11-2020                                                             | Hartberg                                                               | Costa Rica                                                             | 1 – 1                                                                  | Qatar                                                                  | Amichevole                                                             | -                                                                      | 81’                                                                    |
| 12-7-2021                                                              | Orlando                                                                | Costa Rica                                                             | 3 – 1                                                                  | Guadalupa                                                              | Gold Cup 2021 - 1º turno                                               | -                                                                      | 63’                                                                    |
| 7-10-2021                                                              | San Pedro Sula                                                         | Honduras                                                               | 0 – 0                                                                  | Costa Rica                                                             | Qual. Mondiali 2022                                                    | -                                                                      | 46’                                                                    |
| Totale                                                                 |                                                                        | Presenze                                                               | 6                                                                      |                                                                        | Reti                                                                   | 0                                                                      |                                                                        |